# Брейди, Робби
Ро́берт Бре́йди (англ. Robert Brady; родился 14 января 1992 года в Дублине), более известный как Ро́бби Бре́йди (англ. Robbie Brady) — ирландский футболист, крайний полузащитник клуба «Престон Норт Энд» и национальной сборной Ирландии.

## Клубная карьера
Роберт Брейди родился в северном Дублине и выступал за юношеские сборные Ирландии разных возрастов, а также за местный клуб «Сент-Кевинс Бойс». Его заметили скауты английского «Манчестер Юнайтед», и в январе 2008 года ирландец перешёл в Академию «Манчестер Юнайтед». Уже 19 января того же года он дебютировал за команду «Манчестер Юнайтед» до 18 лет в игре со сверстниками из «Ливерпуля». Уже через два месяца Робби дебютировал за резервную команду клуба в матче против «Ньюкасла». В июле 2008 года Брейди подписал свой первый любительский контракт. В следующие два сезона он был игроком основного состава в команде «Юнайтед» до 18 лет, а также периодически привлекался в игре за резервистов. В сезоне 2010/11 ирландец стал регулярно выступать за резервный состав. 26 октября 2010 года он был включён в заявку основного состава на матч Кубка Футбольной лиги против «Вулверхэмптона», однако провёл всю игру на скамейке запасных.
19 июля 2011 года Робби Брейди отправился в аренду в «Халл Сити» до 31 декабря. 5 августа дебютировал за «тигров» в матче против «Блэкпула». 27 августа забил свой первый гол за «Халл» в официальной встрече в матче против «Рединга». В январе 2012 года «Халл Сити» продлил аренду ирландца до конца сезона 2011/12. Всего за период аренды в «Халл Сити» Брейди сыграл 41 матч и забил 3 гола.
26 сентября 2012 года Робби Брейди дебютировал за основной состав «Манчестер Юнайтед» в официальной встрече, выйдя на замену Александеру Бюттнеру в матче Кубка Футбольной лиги против «Ньюкасла».
В январе 2013 года перешёл в «Халл Сити». Сумма трансфера не разглашается.
В летнее трансферное окно 2015 года перешёл в команду «Норвич Сити». Сумма трансфера не разглашается.

## Карьера в сборной
Робби выступал за сборные Ирландии разных возрастов. В сентябре 2010 года дебютировал за молодёжную сборную Ирландии.
В сентябре 2012 года был вызван в первую сборную своей страны на товарищеский матч против сборной Омана. 11 сентября он дебютировал в составе национальной сборной в этой встрече и забил один гол, а ирландцы в итоге выиграли 4:1.

## Статистика выступлений
| Клуб              | Сезон            | Лига | Лига | Кубок Англии | Кубок Англии | Кубок лиги | Кубок лиги | Еврокубки | Еврокубки | Прочие | Прочие | Итого | Итого |
| Клуб              | Сезон            | Игры | Голы | Игры         | Голы         | Игры       | Голы       | Игры      | Голы      | Игры   | Голы   | Игры  | Голы  |
| ----------------- | ---------------- | ---- | ---- | ------------ | ------------ | ---------- | ---------- | --------- | --------- | ------ | ------ | ----- | ----- |
| Халл Сити         | 2011/12          | 39   | 3    | 2            | 0            | 0          | 0          | -         | -         | -      | -      | 41    | 3     |
| Халл Сити         | 2012/13          | 32   | 4    | 1            | 0            | 0          | 0          | -         | -         | -      | -      | 31    | 4     |
| Халл Сити         | 2013/14          | 6    | 3    | 0            | 0            | 1          | 1          | -         | -         | -      | -      | 31    | 4     |
| Халл Сити         | Итого            | 77   | 10   | 3            | 0            | 1          | 1          | 0         | 0         | 0      | 0      | 81    | 11    |
| Манчестер Юнайтед | 2012/13          | 0    | 0    | 0            | 0            | 1          | 0          | 0         | 0         | 0      | 0      | 1     | 0     |
| Манчестер Юнайтед | Итого            | 0    | 0    | 0            | 0            | 1          | 0          | 0         | 0         | 0      | 0      | 1     | 0     |
| Всего за карьеру  | Всего за карьеру | 77   | 10   | 3            | 0            | 2          | 1          | 0         | 0         | 0      | 0      | 82    | 11    |

(откорректировано по состоянию на 28 сентября 2013 года)

## Личная жизнь
Младший брат Роберта, Гаррет, выступал за сборную Ирландии до 17 лет.